# Дверне клепало

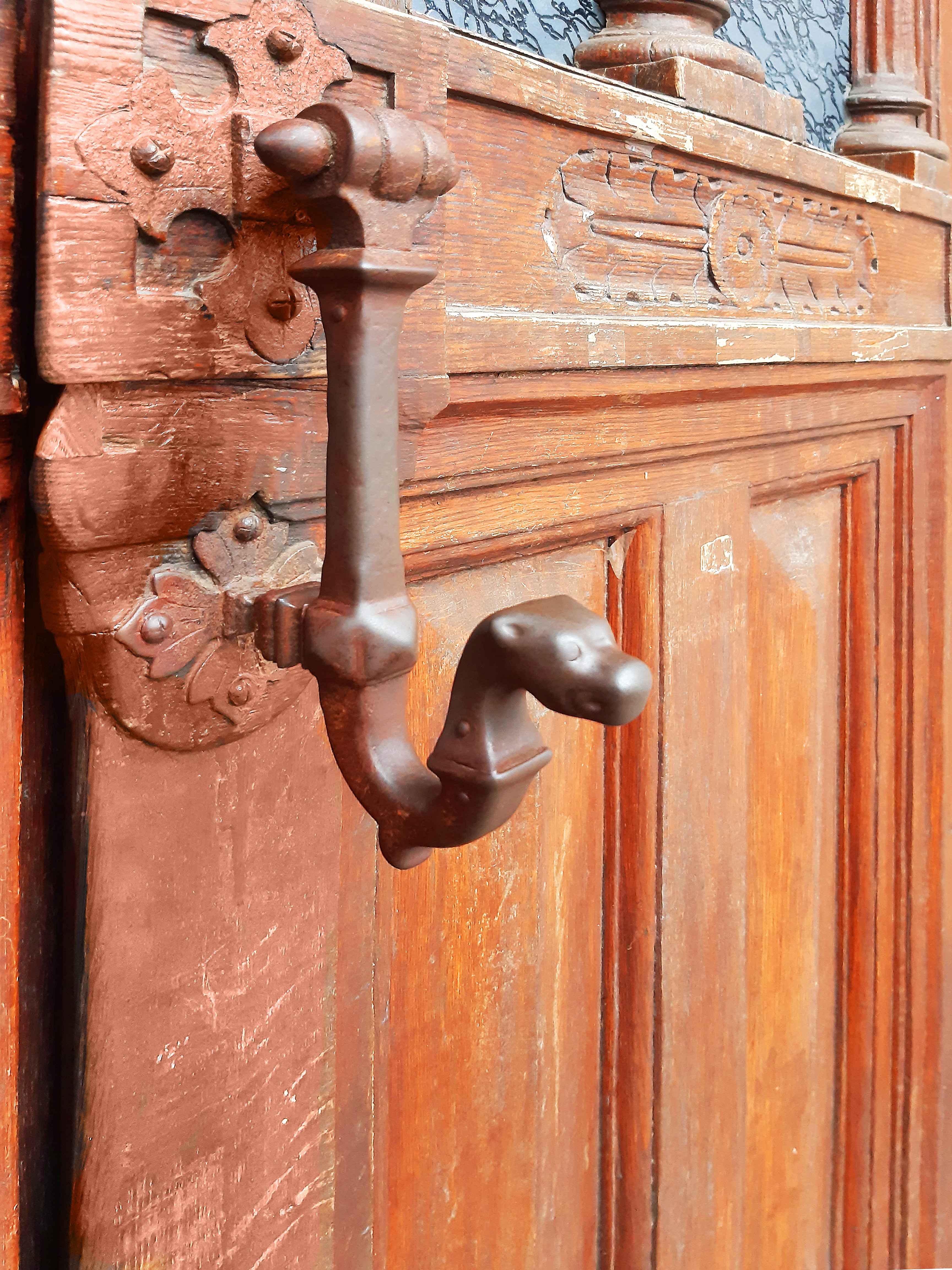
Клепало. Маєток Олександра Терещенка. Київ

Клепа́ло або сту́кальце, стука́чка, грю́кальце, дверний молоток (росіянізм) — зовнішнє знаряддя на дверях, призначене для людей, що перебувають за межами будинку, сповіщати стуком господарів про свою присутність і бажання увійти у приміщення. Виготовляється з металу і зазвичай має форму кільця, молоточка чи вигляд певної фігурки, якою стукають об закріплену на дверях металеву частину клепала.

## Історія
У добу середньовіччя і Ренесансу майстри перетворили дверні клепала на маленькі витвори мистецтва. Перші відомі клепала датуються раннім середньовіччям і мали форму молоточка. Згодом для стукалець запозичили форму антаби, дверної ручки у вигляді левової голови з кільцем. Ще одним популярним мотивом була рука, яка б'є м'ячем у двері.
Орнамент дверей і клепал мав стати вираженням статків і соціального становища власника.
У новітню добу стукальця замінив електричний дзвінок. Відтак клепала виконують виключно декоративну функцію.

## Види дверних клепал
Німецький професор, орнаменталіст Франц Меєр виділив три види стукачок: «кільце» (антаба), «молоток» та орнаментована частина, яка могла набути форми тварини чи іншої фігури. Високий попит на антикварні клепала на початку ХХ століття спричинив появу кованих версій.

## Галерея дверних стукачок

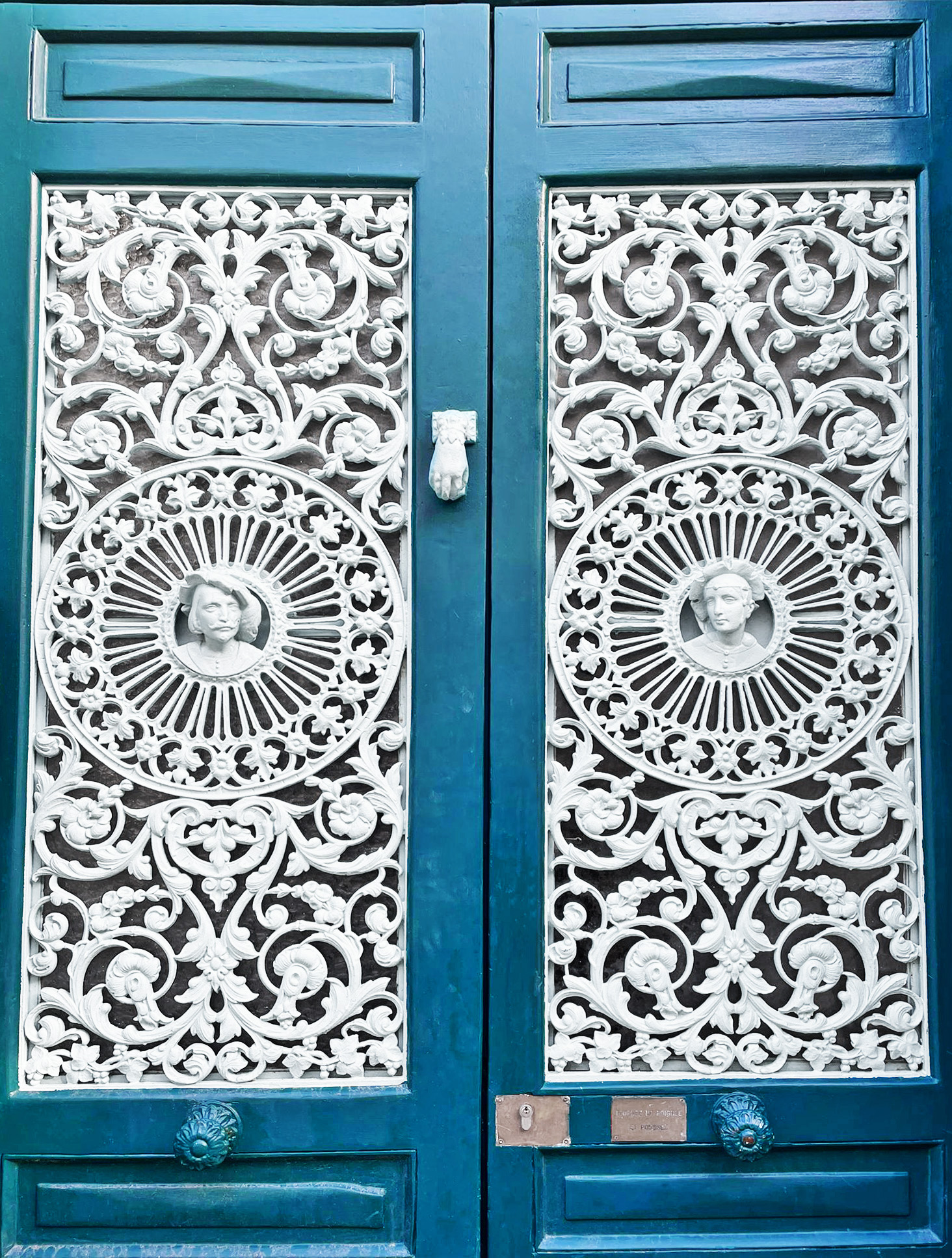
Двері з клепалом, Сен-Мало, Франція
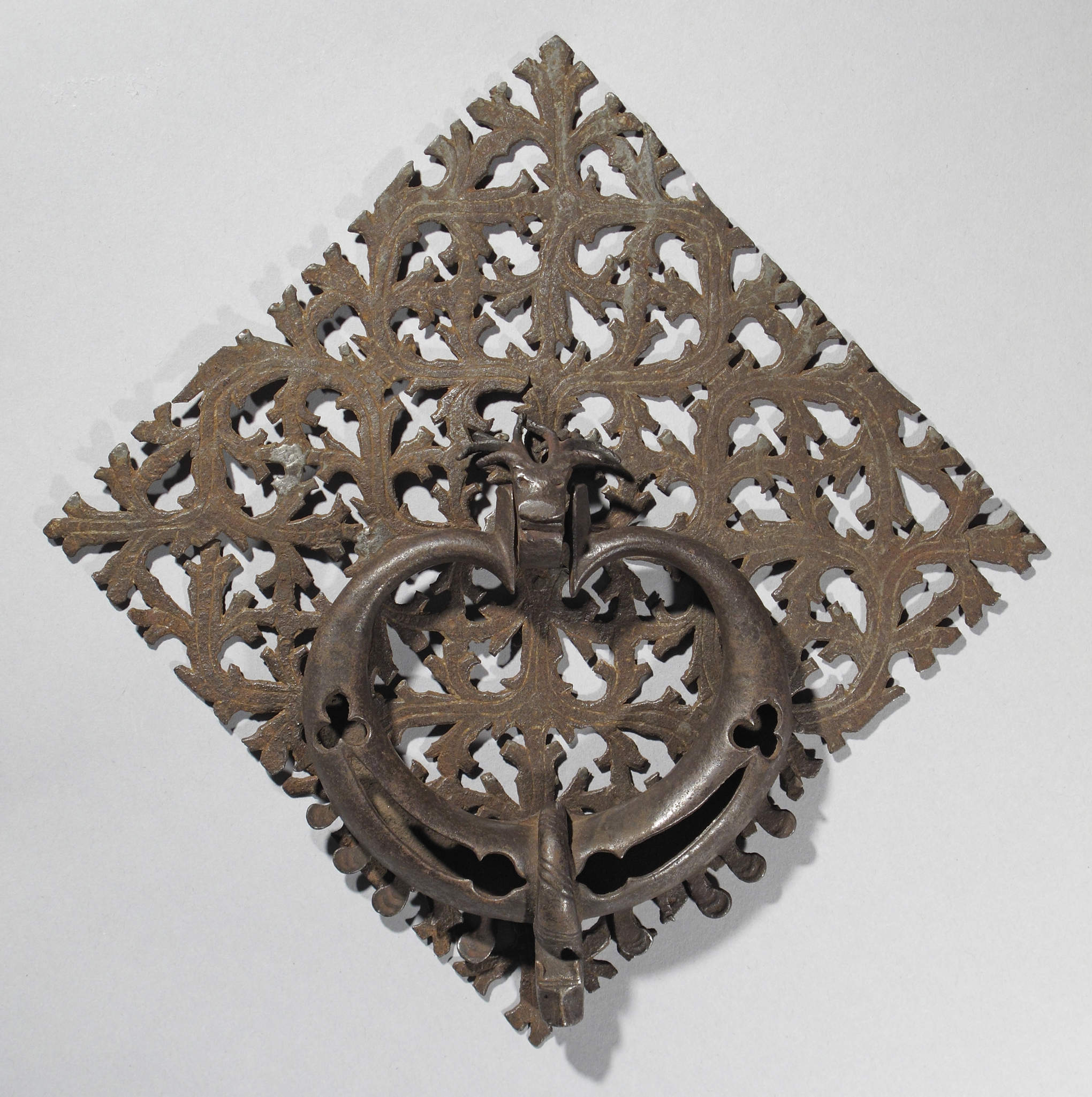
Залізне клепало XV—XVI століть у Музей мистецтва Метрополітен (Нью-Йорк)
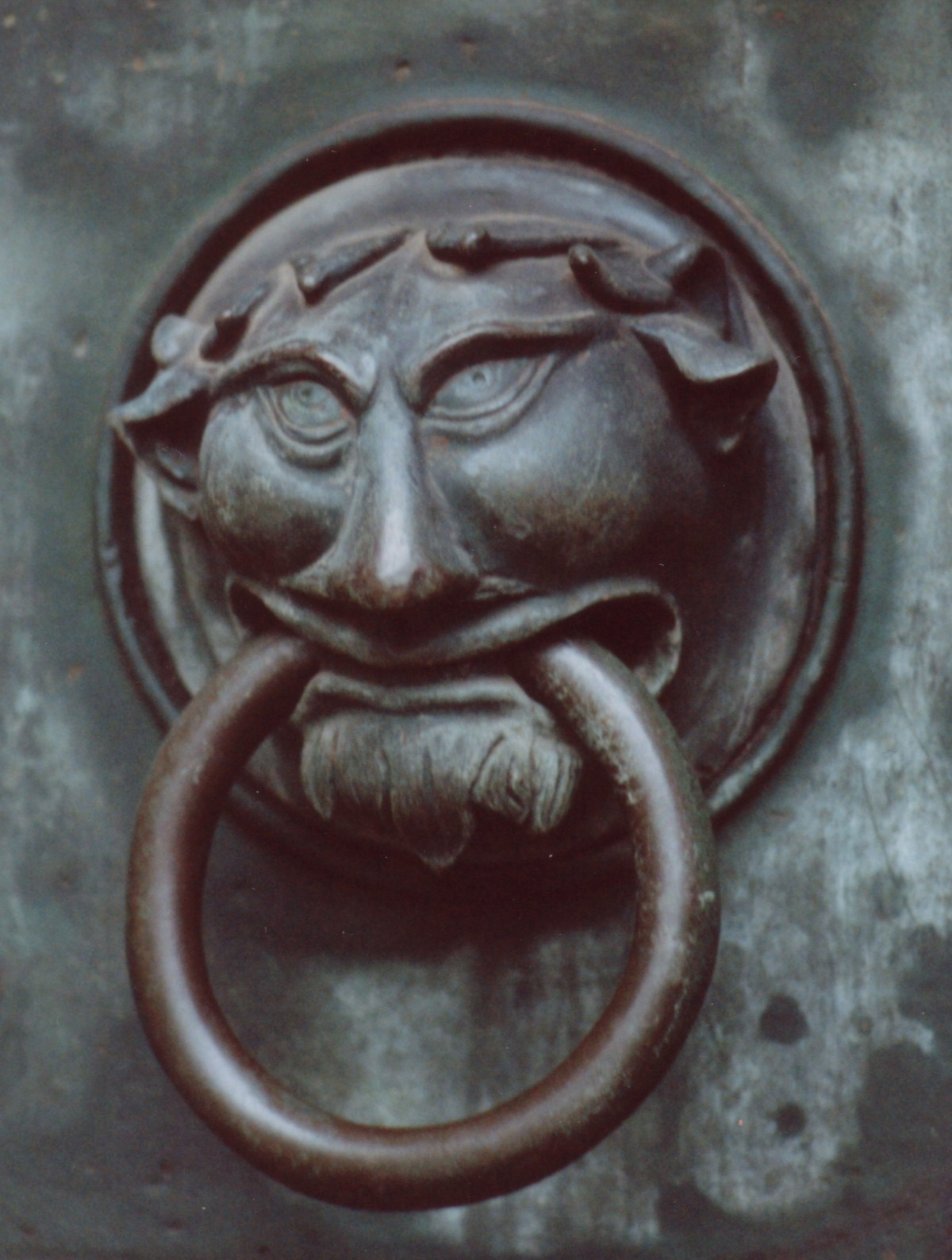
«Кільце милосердя» на соборі святої Марії. Аугсбург.
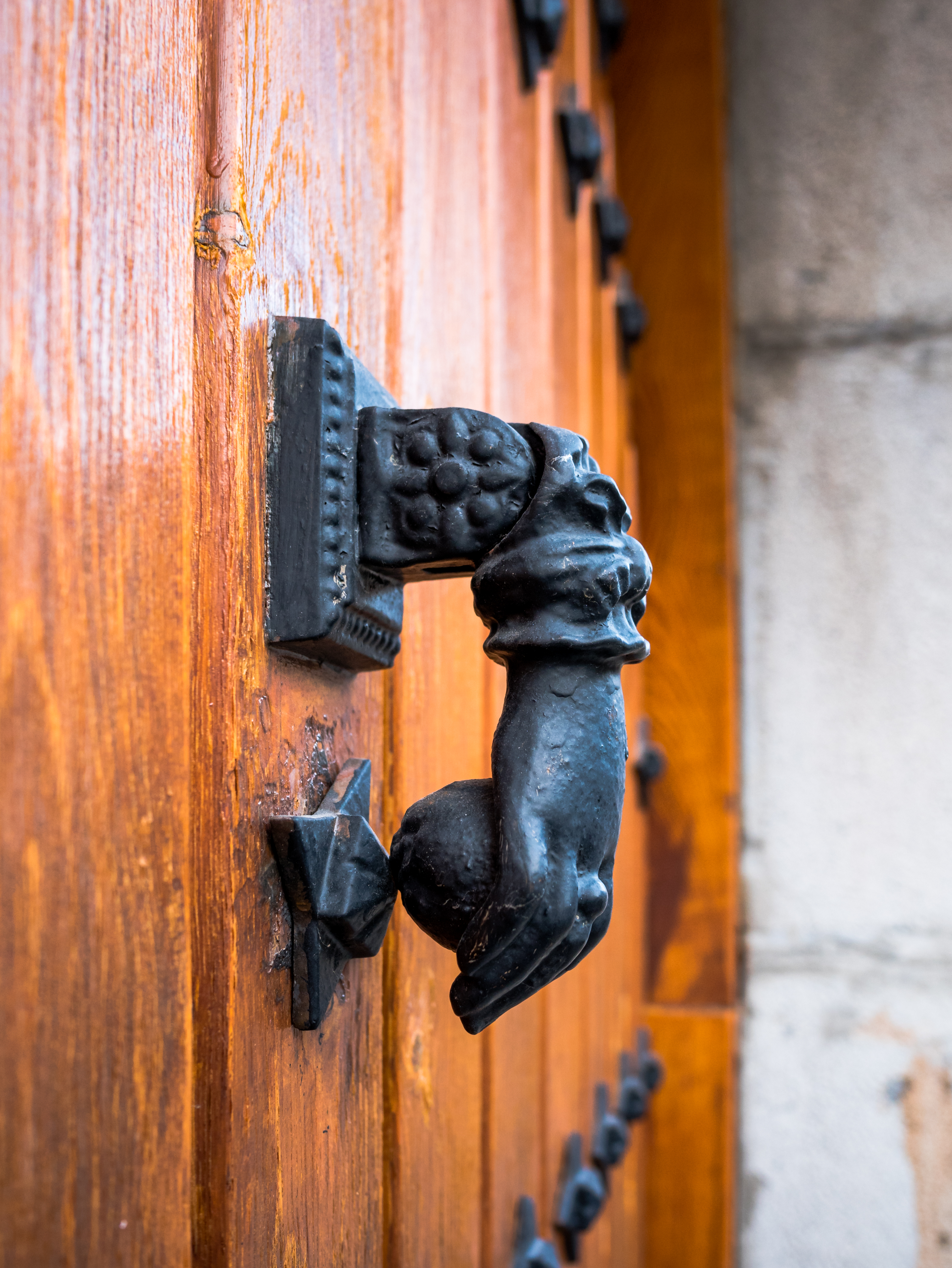
Клепало у формі руки в Іспанії
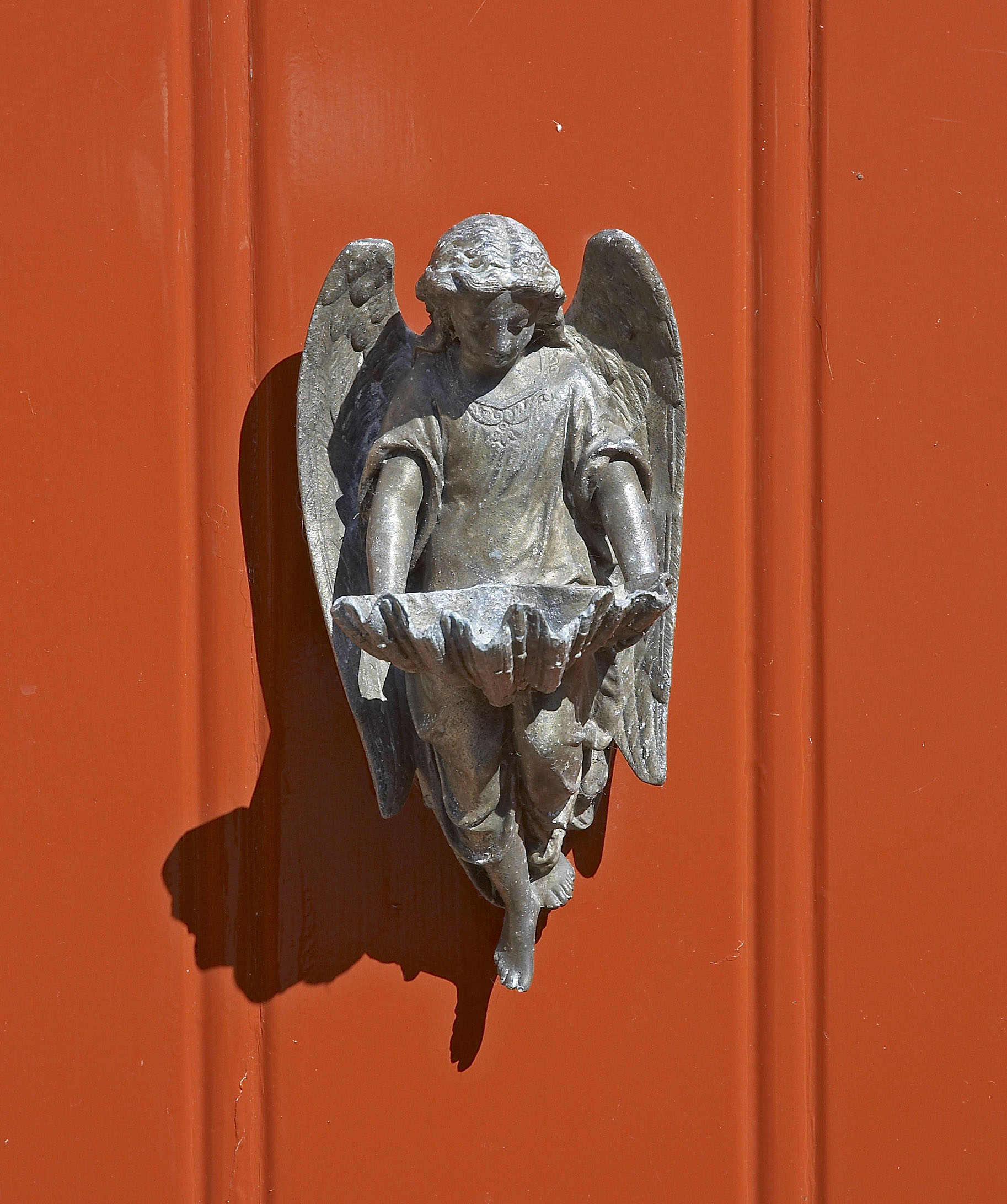
Клепало у вигляді ангела у Хардервейку, Нідерланди
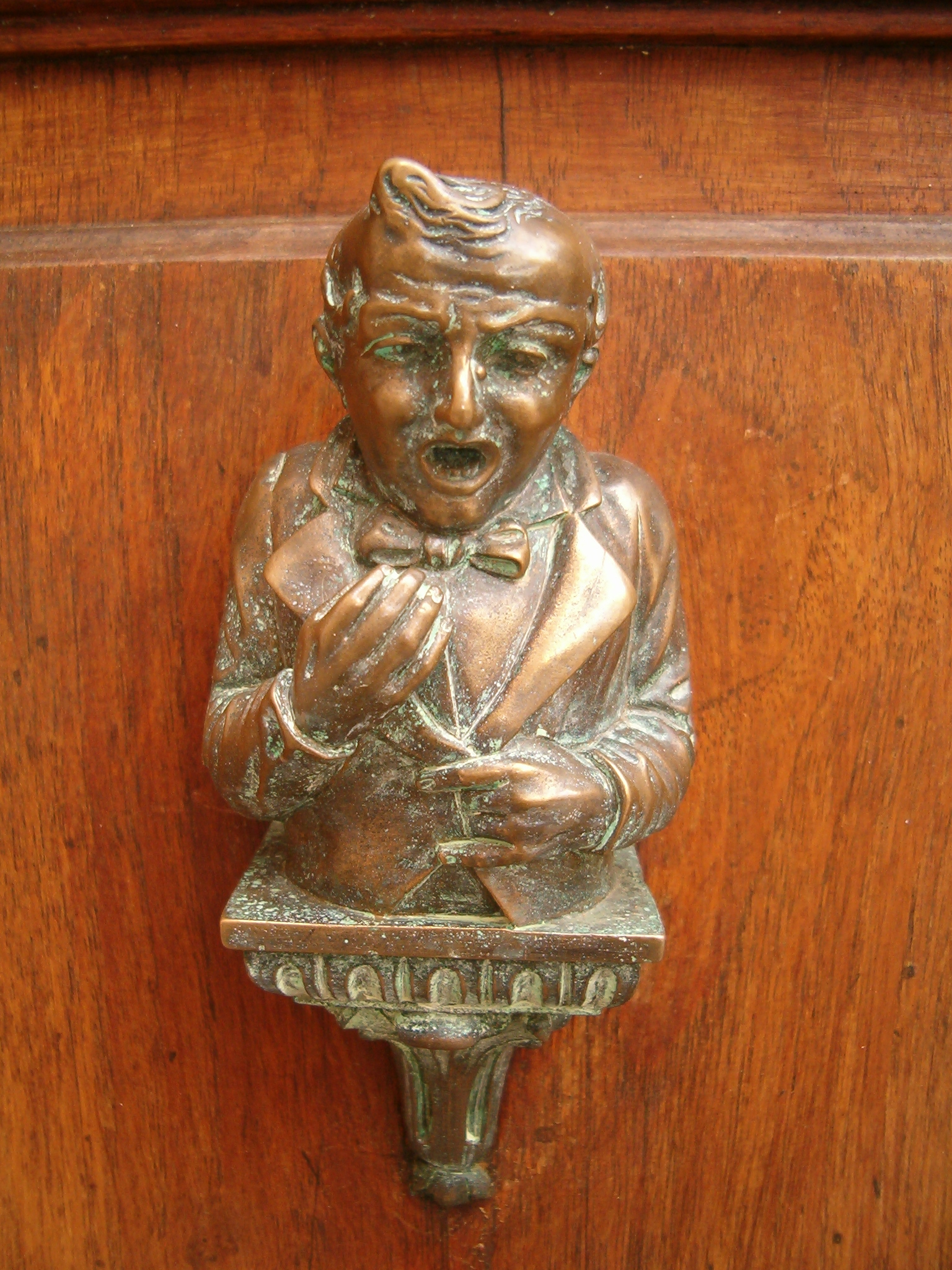
Клепало у Венеції
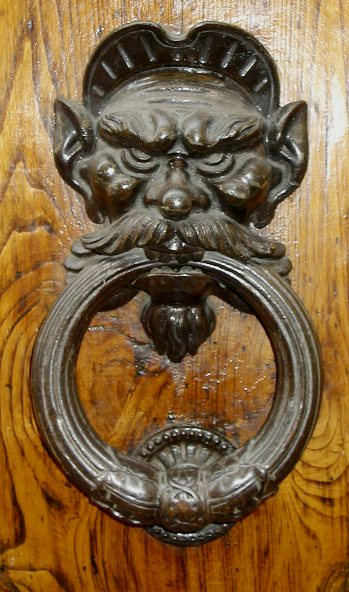
Флоренція
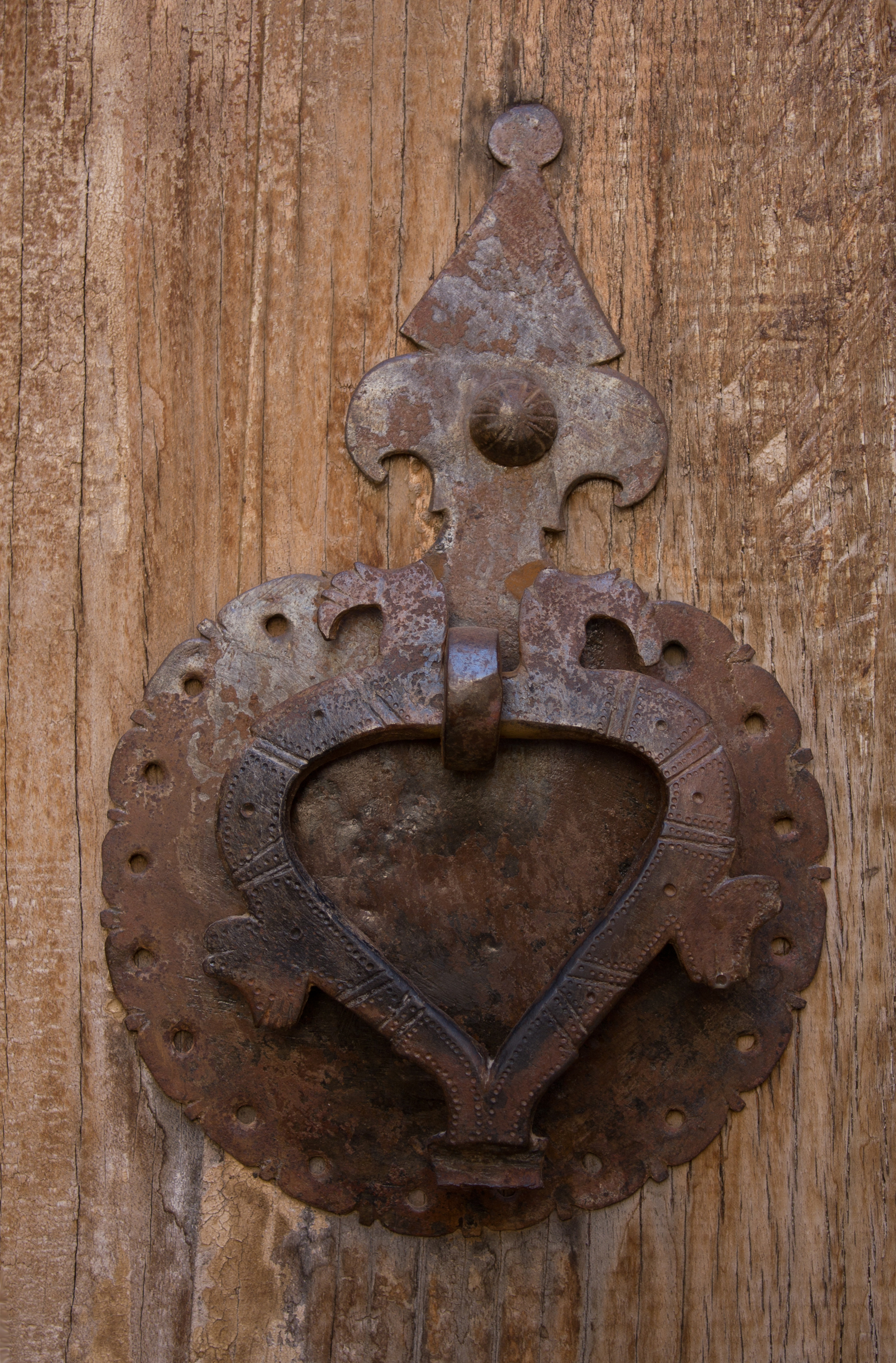
Клепало у будинку Бенам, Іран
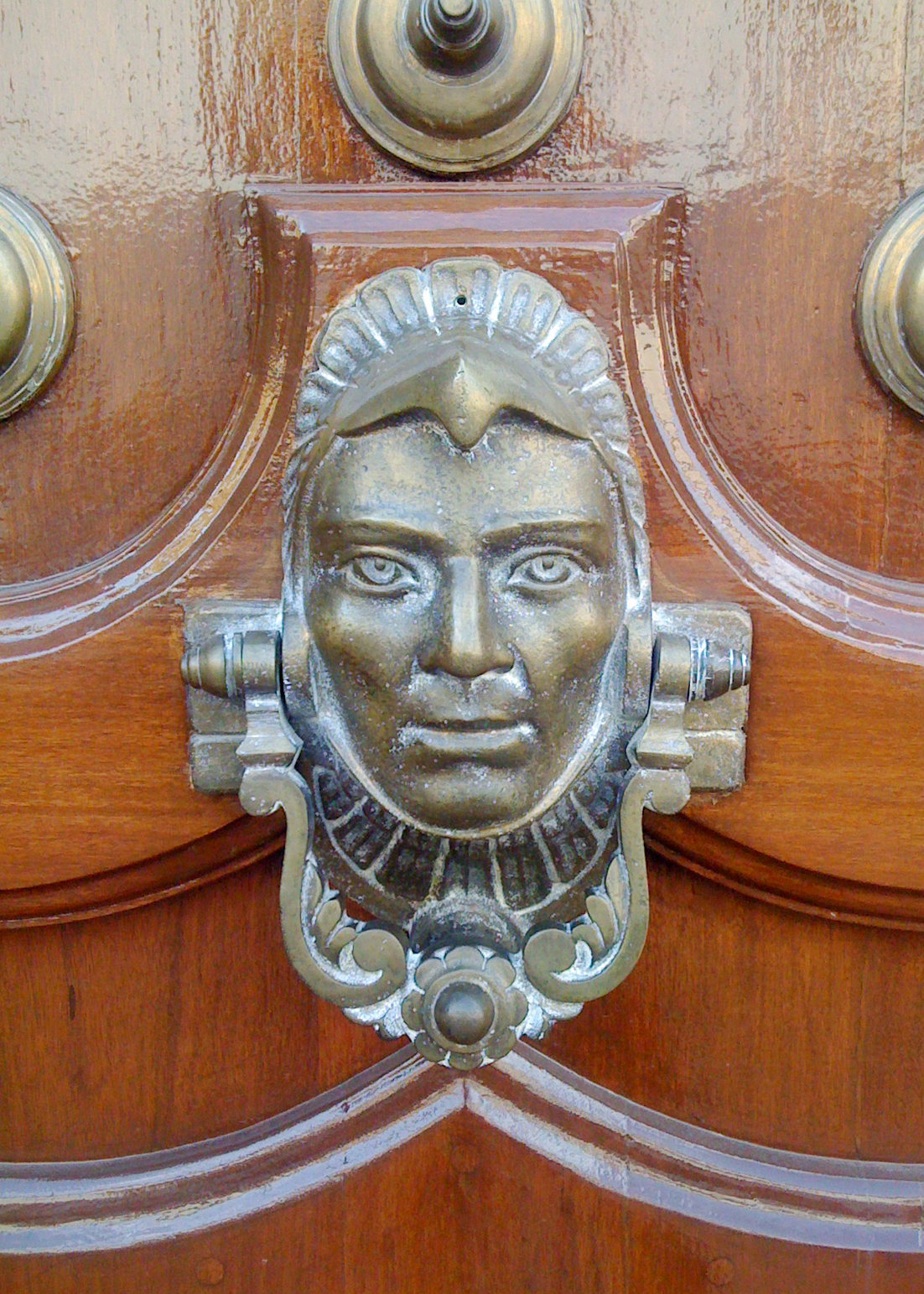
Клепало у вигляді воїна-«орла» в Керетаро, Мексика
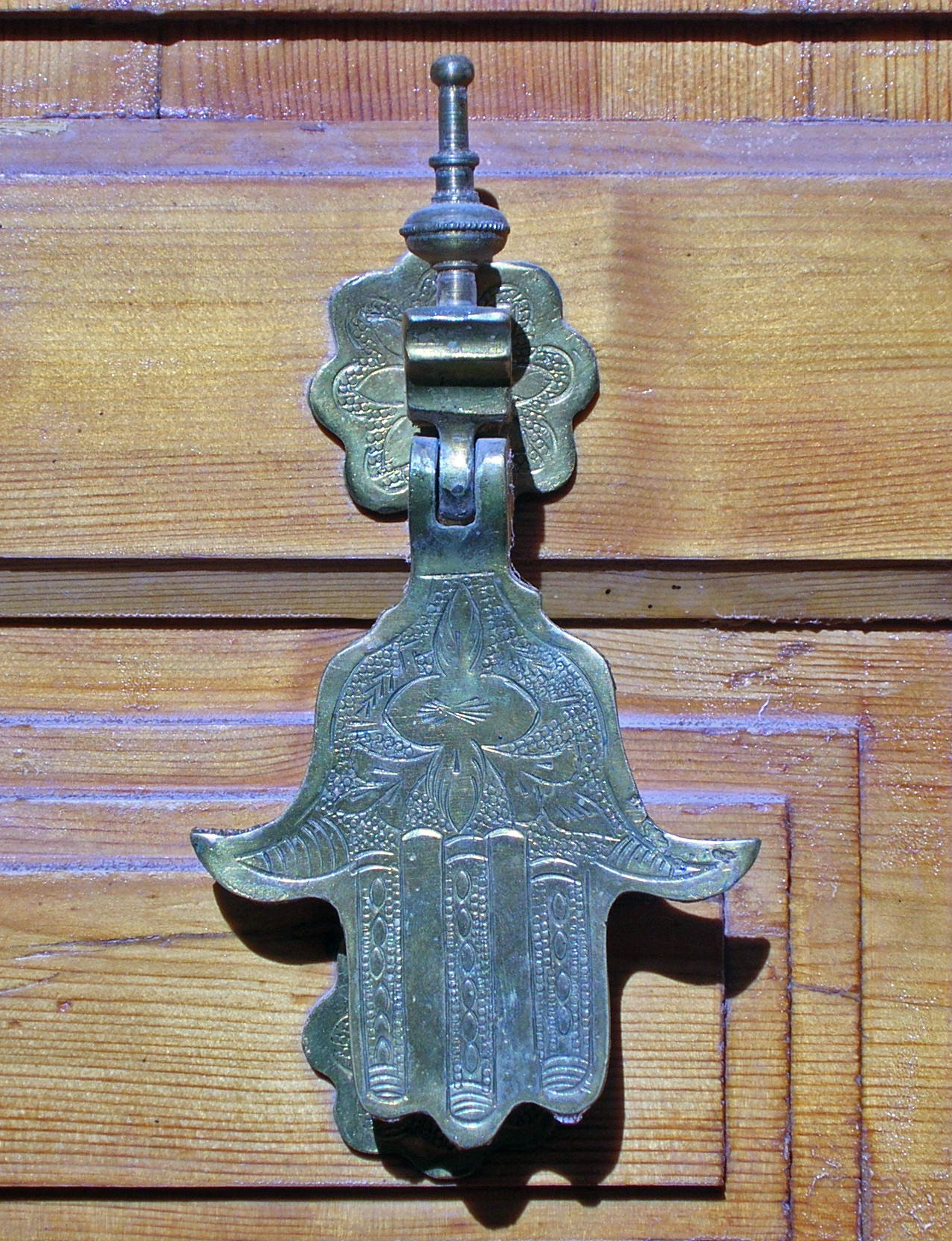
Клепало у вигляді хамси на дверях у Марокко
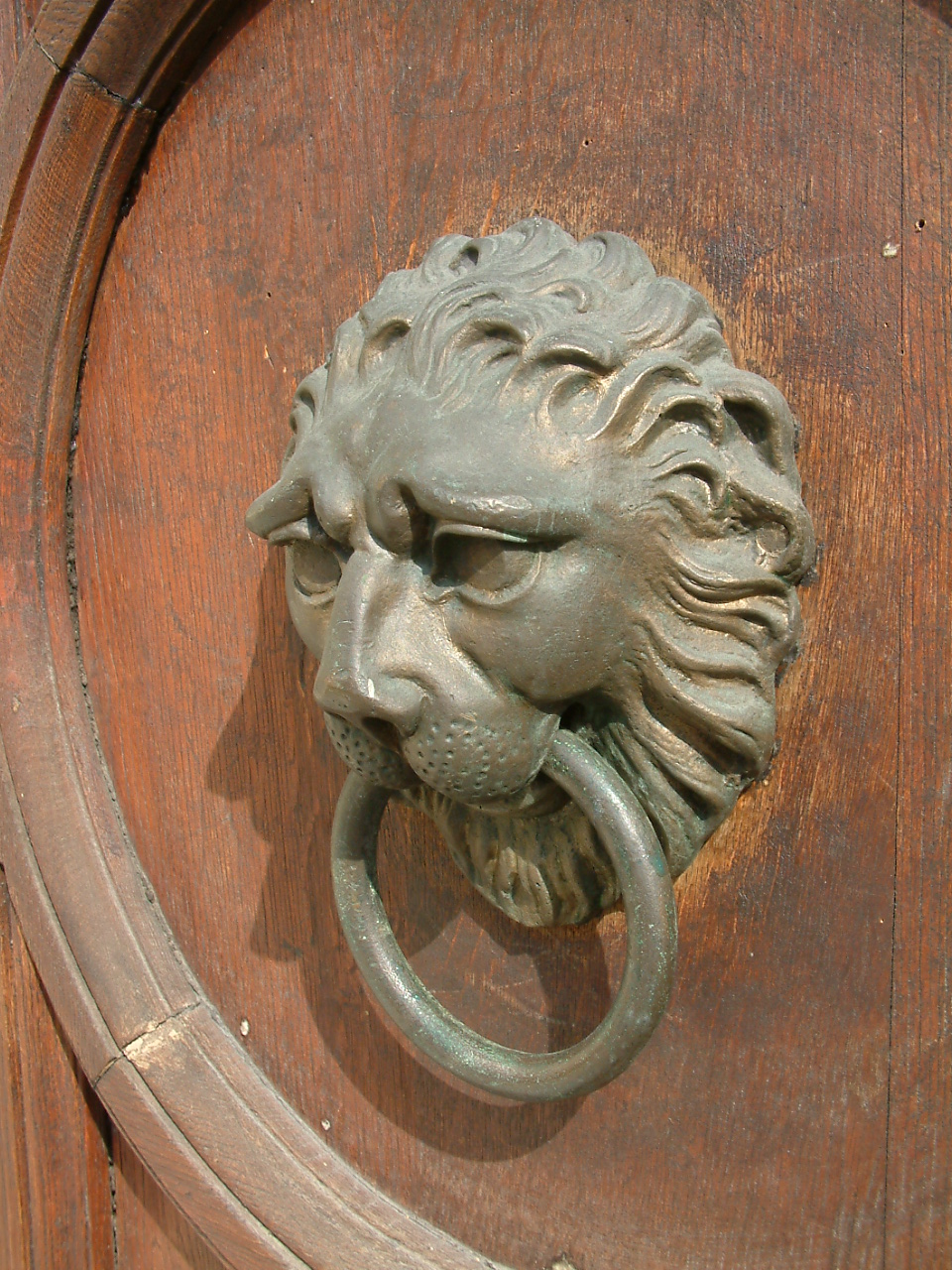
Антаба у формі левової голови в бібліотеці Рачинського